# Río Varakutina
El río Varakutina (del ruso: Варакутина) es un río del krai de Krasnodar, en Rusia, afluente por la derecha del río Albashí. 

## Curso
Tiene 13 km de longitud. Nace 3 km al norte de Borets Truda (raión de Kanevskaya), en las llanuras de Kubán-Priazov y discurre en dirección principalmente oeste sin atravesar ninguna localidad en su curso. Desemboca en el limán Albashinski formado por la desembocadura del Albashí.